# رون سميث (لاعب كرة قدم)
رون سميث (بالإنجليزية: Ron Smith)‏ (25 نوفمبر 1929 بيورك في المملكة المتحدة - 1 سبتمبر 2010 بإيست رايدينج أوف يوركشير في المملكة المتحدة) هو لاعب كرة قدم بريطاني في مركز الوسط. لعب مع نادي يورك سيتي وHarrogate Railway Athletic F.C. ‏.